# Takanori Nunobe
Takanori Nunobe (布部 陽功, Nunobe Takanori) est un footballeur et entraîneur japonais né le 23 septembre 1973.